# (2105) Gudy
(2105) Gudy es un asteroide perteneciente al cinturón de asteroides, descubierto el 29 de febrero de 1976    por Hans-Emil Schuster   desde el Observatorio de La Silla, en Chile.

## Designación y nombre
Designado provisionalmente como 1976 DA. Fue nombrado Gudy en homenaje a la abreviatura del nombre femenino “Gudrun”, una amiga íntima del descubridor.